# آرنو دوس سانتوس
آرنو دوس سانتوس (انگلیسی: Arnaud Dos Santos؛ زادهٔ ۱۹ سپتامبر ۱۹۴۵) بازیکن فوتبال اهل فرانسه است.
از باشگاه‌هایی که در آن بازی کرده‌است می‌توان به باشگاه فوتبال بوردو، باشگاه فوتبال تروا، باشگاه فوتبال لیل، و باشگاه فوتبال موناکو اشاره کرد.